# 小田急電鉄の電気機関車
小田急電鉄の電気機関車（おだきゅうでんてつのでんききかんしゃ）では、かつて小田急電鉄が所有・運用していた電気機関車の5形式（デキ1010形・デキ1020形・デキ1030形・デキ1040形・デキ1050形）について記す。
小田急電鉄の電気機関車は、形式には「デキ」を冠しているが、車両番号は日本国有鉄道（国鉄）式に電気機関車を表す「E」と動軸数をアルファベットに置き換え、「ED」などを冠していた。
2002年（平成14年）9月にEB1051が廃車されたことにより、小田急電鉄から本線用の電気機関車は消滅した。

## デキ1010形

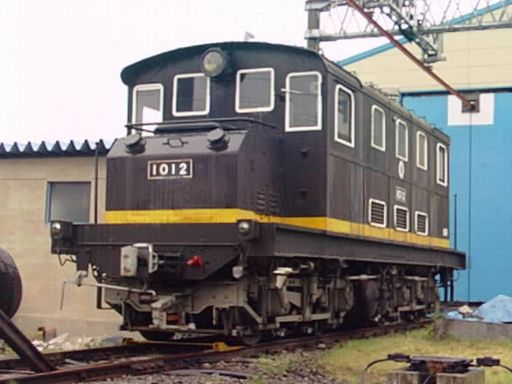
デキ1010形1012

1927年（昭和2年）3月に、川崎造船所で製番16・17、製修2419として2両が製造され、同年7月に竣工した車体の前後に短いボンネットを持つ40t級凸型電気機関車である。武蔵野鉄道（現・西武鉄道）が発注したデキカ20形（製番23・24、製修2467、1927年5月）、上田温泉電軌（後の上田交通）が発注したデロ301（製番25、製修2520、1927年12月）などが同形機として挙げられる。
小田原急行鉄道時代には、1形 (1・2) と称したが、1941年（昭和16年）3月1日に鬼怒川水力電気に合併され社名を変更した小田急電鉄が陸上交通事業調整法に基づき1942年（昭和17年）5月1日に東京横浜電鉄等と合併し東京急行電鉄、いわゆる「大東急」になると、デキ1010形（デキ1011・デキ1012）と改番される。そして、1948年（昭和23年）に大東急が解体する際に、小田急電鉄に引き継がれた。
小田急電鉄では車両番号はED1011・ED1012とされた。1968年（昭和43年）5月にED1011が、1984年（昭和59年）7月にED1012が廃車され、形式消滅した。ED1011号は、向ヶ丘遊園敷地内にあった「小田急鉄道資料館」の施設脇に静態展示されていたが、向ケ丘遊園閉園に従い資料館も閉鎖され、撤去された後に解体された。ED1012号は廃車後、2004年までは海老名検車区で保管されていたが、その後解体されている。
ED1011は1961年（昭和36年）10月に、特急車両の2階運転室を想定した仮運転台を前面に増設して試験運転を行った実績があるこれは小田急で初めて2階運転室を備えた3100形 (NSE) の設計に際して、運転室を2階に上げても信号機の視認に支障が生じないかを確認するためであった。

### 諸元
形式称号・記号番号（番号の変遷が下記の通りかは異説がある）
小田原急行1形1・2→東急デキ1010形デキ1011・デキ1012→小田急デキ1010形ED1011・ED1012
車体
- 全長：10,088mm
- 全高：3,990mm
- 全幅：2,702mm
- 重量：41.0t
- 電気方式：直流1,500V（架空電車線方式）
- 軸配置：B-B
- 台車：棒台枠釣合梁式
- 主電動機：川崎造船所K7-1503-B型 (112kW) ×4基
- 歯車比：17:73=1:4.29
- 1時間定格出力：447.6kW
- 1時間定格引張力:6,720kg
- 1時間定格速度：24.0km/h
- 動力伝達方式：1段歯車減速、吊り掛け式
- 制御装置：電磁空気単位スイッチ式
- 制御方式：非重連、抵抗制御、2段組合せ制御
- 制動方式：EL14A空気ブレーキ、手ブレーキ
- 集電装置：1基
- 塗装：栗色。 のち、黄帯が足される。

## デキ1020形
1930年（昭和5年）5月に川崎車輌で製番42、外770-773として1両が製造され、同年11月に竣工した50t級の箱型車体を持つ電気機関車で、側面に並んだ7個の丸い窓が特徴であった。同系機としては、富士身延鉄道200形（のちの国鉄ED20形。製番18～22、製修2392、1926年11月）があるが、こちらは自重が5t重くまた側窓は丸窓ではない。
小田原急行鉄道時代には、101形(101)と称したが、陸上交通事業調整法に基づき、小田急電鉄が1942年5月1日に東京横浜電鉄等と合併し、いわゆる「大東急」になると、デキ1020形（デキ1021）と改番される。そして、1948年に大東急が解体する際に、小田急電鉄に引き継がれた。小田急電鉄では車両番号はED1021とされた。
1969年（昭和44年）1月に岳南鉄道に譲渡され、ED28形 (ED281) に改められた。主に入換え用として使用されたが、1988年（昭和63年）12月に廃車された。

### 諸元
形式称号・記号番号
小田原急行101形101→東急デキ1020形デキ1021→小田急デキ1020形ED1021→岳南ED28形 ED281
車体
- 全長：10,654mm
- 全高：4,142mm
- 全幅：2,732mm
- 重量：50.0t
- 電気方式：直流1,500V（架空電車線方式）
- 軸配置：B-B
- 台車：棒台枠釣合梁式（ブレーキシリンダー付）
- 主電動機：川崎造船所K7-2003-B 130kW×4
- 1時間定格出力：522kW
- 1時間定格引張力:8,160kg
- 歯車比：16:73=1:4.56
- 動力伝達方式：1段歯車減速、吊り掛け式
- 制御装置：電磁空気単位スイッチ式
- 制御方式：非重連、抵抗制御、2段組合せ制御
- 制動方式：EL14A空気ブレーキ、手ブレーキ
- 集電装置：2基
- 塗装：栗色。 のち、黄帯が足される。

## デキ1030形

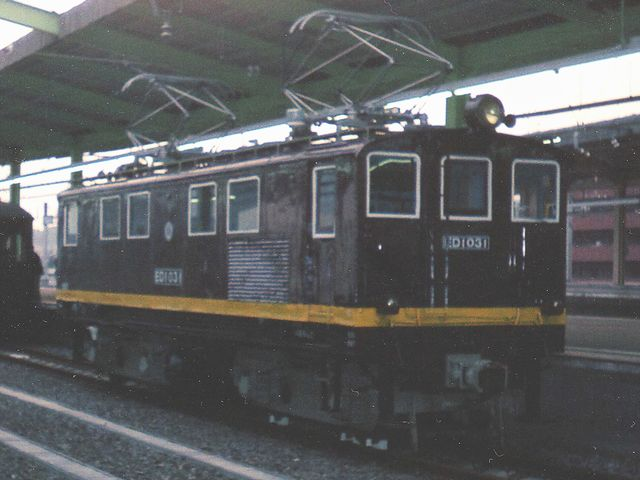
デキ1030形1031

デキ1020形と同じ1930年に日本車輌製造本店（機械）と東洋電機製造（電装品）のコンビによって1両が製造され同年12月に竣工した、50t級の箱型車体を持つ電気機関車である。前面は切妻の非貫通構造で3枚の窓が並び、左右の窓下には砂箱が設置されている。基本的には機能本位の無骨さが目立つが、窓にはすべて上縁にRが付けられている。類似の外形を備えた電気機関車としては、豊川鉄道のデキ52形デキ52（後の国鉄ED29形・岳南電車ED29 1として現存）、田口鉄道デキ53形デキ53（後の豊橋鉄道デキ450形デキ451）、伊勢電気鉄道の521形521（後の近畿日本鉄道デ21形デ21）などがあるが、本形式はそれらよりもワンランク上の定格出力の主電動機を搭載しており、自重もそれらより10t前後重い。

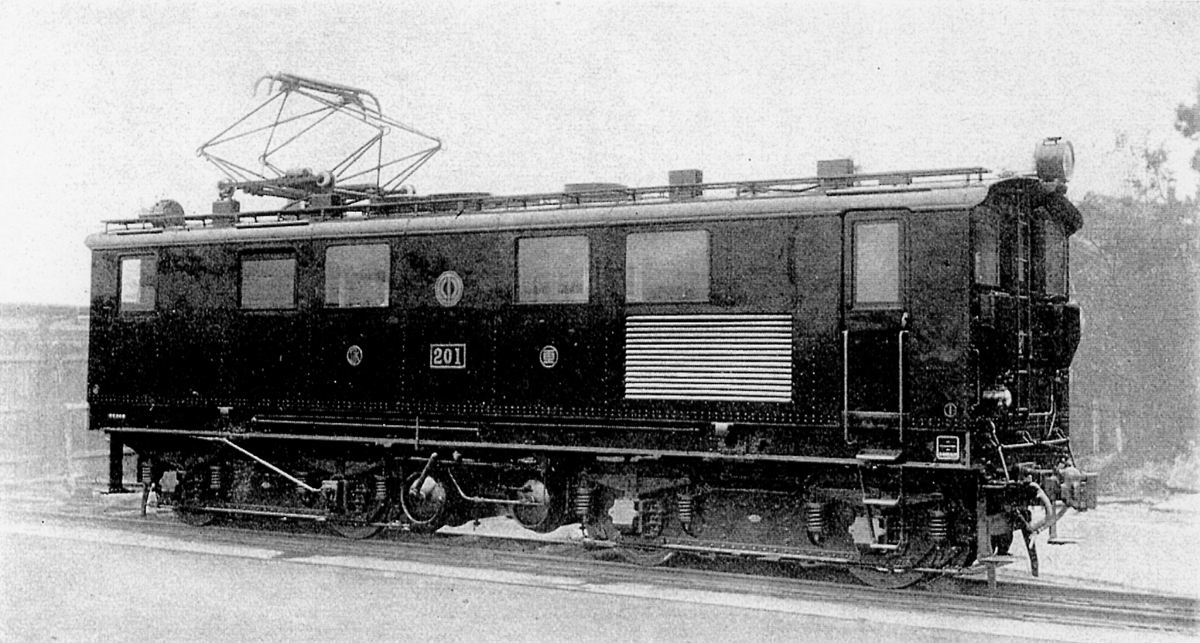
小田原急行鉄道201形201

小田原急行鉄道時代には、201形 (201) と称したが、陸上交通事業調整法に基づき、小田急電鉄が1942年5月1日に東京横浜電鉄等と合併し、いわゆる「大東急」になると、デキ1030形（デキ1031）と改番される。そして、1948年に大東急が解体する際に、小田急電鉄に引き継がれた。小田急電鉄では車両番号はED1031とされた。1997年（平成9年）に廃車され、この形式が消滅したことにより、小田急から本線用の電気機関車は消滅した。

### 諸元
形式称号・記号番号
小田原急行201形201→東急デキ1030形デキ1031→小田急デキ1030形ED1031
車体
- 全長：11,450mm
- 全高：4,100mm
- 全幅：2,740mm
- 重量：50.0t
- 電気方式：直流1,500V（架空電車線方式）
- 軸配置：B-B
- 台車：板台枠
- 主電動機：東洋電機製造TDK-564-A型 (130kW) ×4基
- 歯車比：17:73=1:4.29
- 1時間定格出力：522.2kW
- 1時間定格引張力:7,400kg
- 1時間定格速度：26.0km/h
- 動力伝達方式：1段歯車減速、吊り掛け式
- 制御装置：電動カム軸接触器式
- 制御方式：非重連、抵抗制御、2段組合せ制御
- 制動方式：EL14A空気ブレーキ、手ブレーキ
- 集電装置：2基
- 塗装：栗色。 のち、黄帯が足される。

## デキ1040形

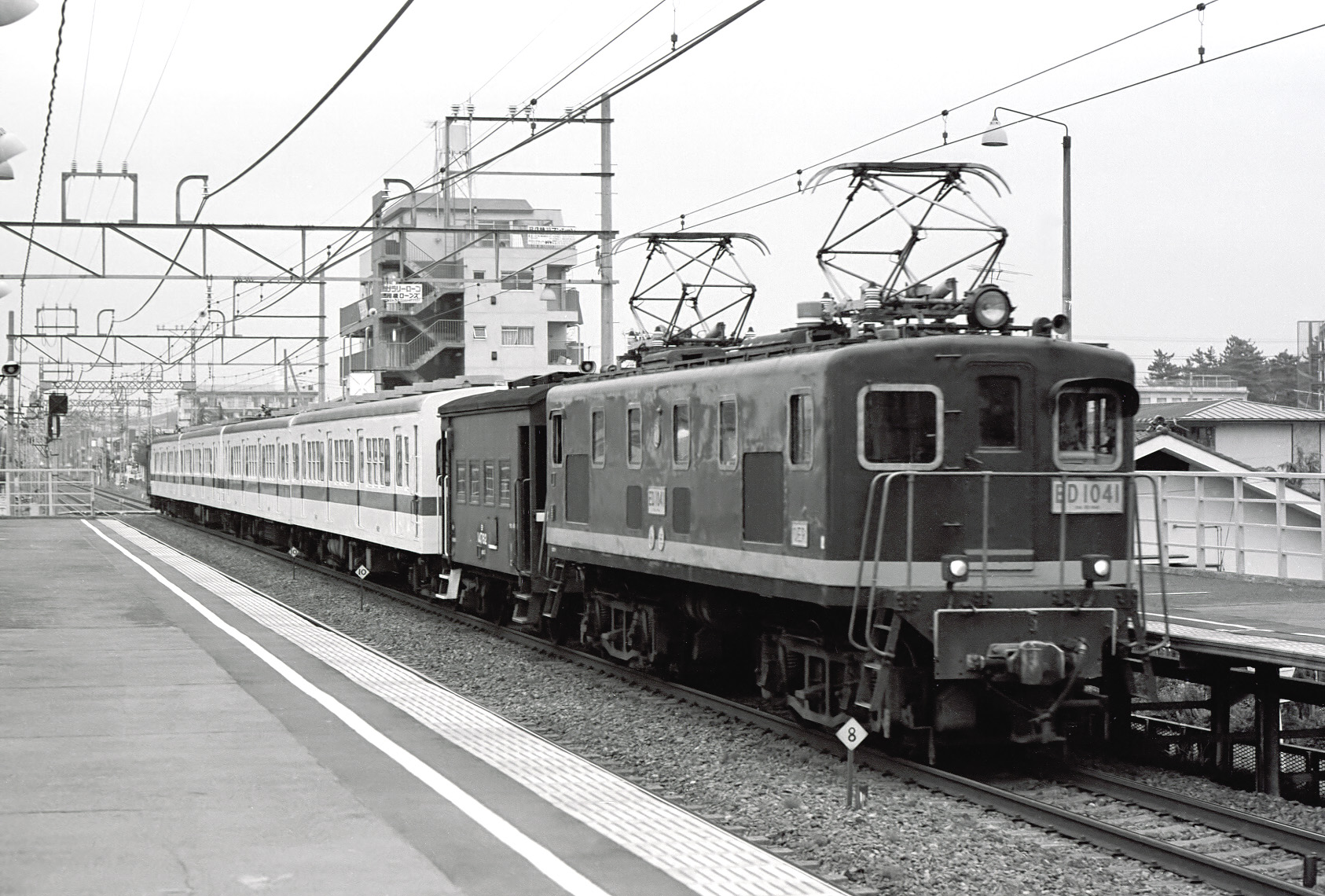
デキ1040形1041

1951年（昭和26年）6月に、中日本重工業（現在の三菱重工業。機械部分）および三菱電機（電気部分）で1両が製造された。50t級の箱型車体を持つ電気機関車で、車体の前後にはデッキが設けられている。溶接で組立てられた平滑で近代的な外観を有している。出力は小田急の電気機関車中最大の600kWで、発電ブレーキを備えている。貨物列車廃止後はデキ1031と重連を組んで新車搬入に使用されたが、1994年（平成6年）にモーター焼損を起こしたことがきっかけとなり1996年（平成8年）に廃車された。

### 諸元
形式称号・記号番号
小田急デキ1040形ED1041
車体
- 全長：13,800mm
- 全高：4,090mm
- 全幅：2,710mm
- 重量：50.0t
- 電気方式：直流1,500V（架空電車線方式）
- 軸配置：B-B
- 台車：棒台枠
- 主電動機：三菱電機MB-266-AF型 (150kW) ×4
- 歯車比：16:82=1:5.12
- 1時間定格出力：600kW
- 1時間定格引張力:全界磁8,000kg/弱界磁6,800kg
- 1時間定格速度:27.1km/h（全界磁）
- 動力伝達方式：1段歯車減速、吊り掛け式
- 制御装置：電磁空気単位スイッチ式
- 制御方式：非重連、抵抗制御、2段組合せ制御、弱め界磁制御
- 制動方式：EL14A空気ブレーキ、発電ブレーキ、手ブレーキ
- 集電装置：2基
- 塗装：栗色。 のち、黄帯が足される。

## デキ1050形
1950年（昭和25年）に、日立製作所で1両が製造された15t級の小型凸型機。もとは日本専売公社足柄工場の専用鉄道で入換え機として使用されていたが、1958年（昭和33年）に小田急が同線の運行を委託されたのに際して1959年（昭和34年）2月に購入したものである。背の高い台の上に設置されたパンタグラフが特徴的である。
専売公社時代は、EB1形 (101) と称したが、小田急ではデキ1050形 (EB1051) と改称された。相武台工場で使用された後、大野工場の新設に際し大野工場に移り、2003年（平成15年）9月の廃車まで電動貨車デト1形 (1) とともに場内入換え機として使用された。塗色は大野工場に移動した際に黄色と青に塗り替えられ、その後オレンジの配色となった。

### 諸元
形式称号・記号番号
日本専売公社EB1形101→小田急デキ1050形EB1051
車体
- 全長：6,450mm
- 全高：4,100mm
- 全幅：2,522mm
- 重量：15.7t
- 電気方式：直流1,500V（架空電車線方式）
- 軸配置：B
- 台車：板台枠（単台車式）
- 主電動機：日立製作所HS-255Fr型 (60kW) ×2基
- 歯車比：15:88=1:5.20
- 1時間定格出力：120kW
- 1時間定格引張力:2,360kg
- 1時間定格速度:18.0km/h
- 動力伝達方式：1段歯車減速、吊り掛け式
- 制御装置：電磁空気単位スイッチ式
- 制御方式：非重連、抵抗制御
- 制動方式：空気ブレーキ、手ブレーキ
- 集電装置：1基
- 塗装：栗色。のちオレンジ色